# Крутой переулок (Казань)
Крутой переулок (тат. Текә тыкрык) — ныне не существующая улица в Вахитовском районе Казани.

## География
Крутой переулок начинался на пересечении с улицей Олькеницкого и спускался по Фёдоровскому бугру к Федосеевской улице, на пересечении с которой и заканчивается.

## История
Переулок возник на территории исторического района Верхнефёдоровская слобода, возникшего не позднее XVIII века. Первое известное название – Овраг Нижне-Фёдоровской.
До революции 1917 года административно относился к 1-й полицейской части. Переименован в Крутой переулок в 1920-е годы.
После введения районного деления в Казани относилась к Бауманскому району, Бауманскому и Вахитовскому районам, а с 1995 года — к Вахитовскому району.
На 1939 год в переулке имелось около 10 домовладений: с № 1/9 по № 7/82 по нечётной стороне и с № 2/11 по № 8/84 по чётной. Бо́льшая часть домов переулка была снесена в 1980-е годы для постройки на этом месте казанского филиала Центрального музея В. И. Ленина; окончательно переулок перестал существовать в 1990-е годы.

## Примечательные объекты
- угол Крутого переулка и улицы Олькеницкого — Троице-Фёдоровский монастырь (снесён).

## Известные жители
- В переулке проживал архитектор, начальник Управления по делам архитектуры и строительства СМ ТАССР Павел Саначин.[12]